# Dumitru Stângaciu
Dan Dumitru Stângaciu (n. Brașov, Rumanía, 9 de agosto de 1964) es un exfutbolista internacional rumano, que jugaba de portero, que jugó en su selección nacional y militó en diversos clubes de Rumania y Turquía. Es plenamente identificado con el Steaua Bucarest (club donde jugó la mayor parte de su carrera). Actualmente se desempeña, como entrenador de porteros.

## Selección nacional
Stângaciu jugó 5 partidos internacionales para la selección nacional rumana. Incluso participó con su selección, en una sola edición de la Copa del Mundo FIFA, que fue en la edición de Francia 1998, donde la selección rumana llegó a octavos de final, cayendo ante su similar de Croacia, equipo que posteriormente obtuvo el tercer lugar. Stângaciu no jugó en ninguno de los 4 partidos de la selección rumana, en esa cita mundialista de Francia.

## Participaciones en Copas del Mundo
| Mundial                        | Sede    | Resultado        | Partidos | Goles |
| ------------------------------ | ------- | ---------------- | -------- | ----- |
| Copa Mundial de Fútbol de 1998 | Francia | Octavos de final | 0        | 0     |

## Clubes
| Club            | País    | Año         |
| --------------- | ------- | ----------- |
| FCM Brasov      | Rumania | 1982 - 1984 |
| Steaua Bucarest | Rumania | 1984 - 1988 |
| Olt Scornicești | Rumania | 1988 - 1989 |
| Steaua Bucarest | Rumania | 1989 - 1995 |
| Vanspor         | Turquía | 1995 - 1996 |
| Kocaelispor     | Turquía | 1996 - 2000 |